# .35 Winchester

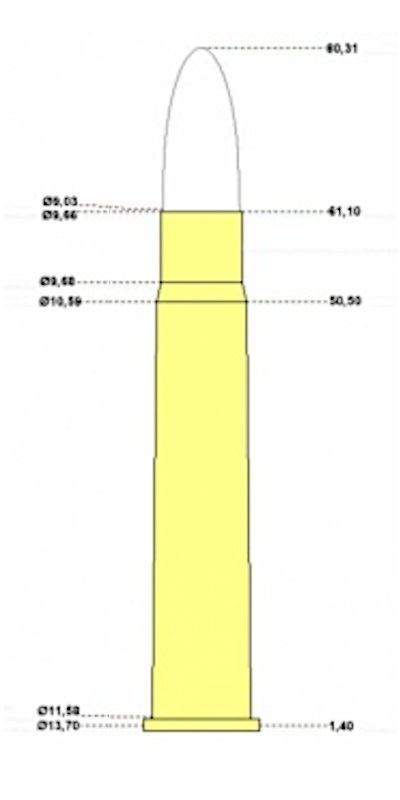
Esquema con sus medidas características.

El .35 Winchester (.35 Win ) fue desarrollado en 1903 por Winchester Repeating Arms Company para su uso en el rifle de palanca Winchester Modelo 1895,  que también estuvo disponible en el rifle de cerrojo Remington-Lee,  o el rifle Ross de fábrica modelo 1905-E y 1905-R en Canadá.

## Descripción y performance
Debido a que en el sistema de almacenaje del rifle 1895, se pueden usar balas puntiagudas que mejoran la efectividad del cartucho a largo alcance. Si bien es ahora obsoleto, generalmente se considera suficiente para todos los animales de caza mayor en América del Norte. Se puede utilizar casquillos .30-40 Krag para formar casquillos de Winchester de .35. 
El .35 Win fue destinado a ser un calibre de tamaño mediano, entre el .30-40 Krag y el .405 Winchester, por lo que superó al .33 Winchester pero era menos potente que el .348 o el .358 Winchester .  Su capacidad es suficiente para cazar alces, alces o incluso osos pardos a distancias cortas o medias. Es adecuado para cualquier especie de caza mayor en América del Norte, aunque carece de la versatilidad de las rondas más modernas. 
Fue descontinuado en 1936, junto con el rifle de 1895.   Se deben evitar cargas que desarrollen 45.000 CUP o más en los antiguos cañones de palanca de 1895. 

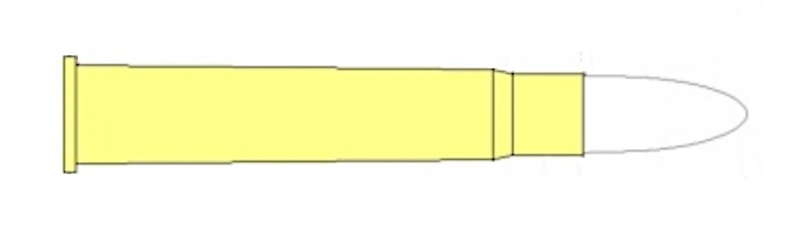
El cartucho .35 Winchester

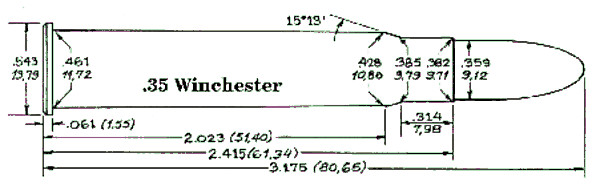